# Eyrenville
Eyrenville est une ancienne commune française située en Bergeracois dans le sud du département de la Dordogne, qui a existé depuis 1790 jusqu'en 1972. De 1973 à 2010, elle devient le chef-lieu de la nouvelle commune de Plaisance, créée par la fusion avec les communes associées de Falgueyrat et Mandacou.

## Géographie
Limitrophe du département de Lot-et-Garonne, Eyrenville représente la partie orientale de la commune de Plaisance. Elle est bordée au sud par le Dropt, et à l'ouest par son affluent la Banège.

## Toponymie
La première mention écrite connue du lieu date de l'an 1053 et se réfère à son église, Sancta Maria de Aurevilla. En l'an 1298 apparait la graphie Eyrenvilla, et en 1340 Ayrenvilla.
Ce nom dérive d'un nom de personnage germanique, Hairingus, suivi du latin villa, l'ensemble désignant le « domaine d'Hairingus ».

### Villages, hameaux et lieux-dits
Outre le bourg d'Eyrenville proprement dit, le territoire se compose d'autres villages ou hameaux, ainsi que de lieux-dits :
A, B
- les Auvergnats
- Bajoulan
- Bonnefon
- Borie Neuve
- le Bost

C
- la Cendronne
- le Champ du Dropt
- les Coussières

F
- la Ferrière
- la Forêt
- la Forêt[3]
- Foussal

G, H
- les Gabarroux
- Gastebourse
- les Gironnets
- le Grand Roc
- la Grèze
- le Grézou
- les Guillots
- la Halte d'Eyrenville

J, M
- Jean Digeaux
- le Maine
- Maisonneuve
- le Mauroux
- Messine
- les Mirandes
- Moulin de Fraigneau
- Moulin de Grateloup
- le Moulin de la Grèze
- Moulin de la Pouge

N, P
- les Neuf Pierres
- le Parc
- Pech Beyssou
- le Petit Coussière
- le Petit Roc
- les Picaraux
- les Picoux
- Pierre Penot
- les Plantes
- la Pouge

S, T
- les Sables
- Saint-Cyprien
- les Sauvians

V
- les Trois Ponts
- les Valades
- les Valences
- Villotte

## Histoire
Eyrenville est une commune créée à la Révolution.
Le 1er janvier 1973, elle s'associe en fusion-association avec Falgueyrat et Mandacou, et devient le chef-lieu de la nouvelle commune de Plaisance. Le 1er janvier 2011, les trois communes fusionnent définitivement.

## Démographie
| 1793 | 1800 | 1806 | 1821 | 1831 | 1836 | 1841 | 1846 |
| ---- | ---- | ---- | ---- | ---- | ---- | ---- | ---- |
| 629  | 414  | 489  | 515  | 583  | 566  | 554  | 551  |

| 1851 | 1856 | 1861 | 1866 | 1872 | 1876 | 1881 | 1886 |
| ---- | ---- | ---- | ---- | ---- | ---- | ---- | ---- |
| 568  | 557  | 501  | 527  | 470  | 440  | 457  | 505  |

| 1891 | 1896 | 1901 | 1906 | 1911 | 1921 | 1926 | 1931 |
| ---- | ---- | ---- | ---- | ---- | ---- | ---- | ---- |
| 503  | 454  | 439  | 417  | 366  | 350  | 348  | 358  |

| 1936 | 1946 | 1954 | 1962 | 1968 | - | - | - |
| ---- | ---- | ---- | ---- | ---- | - | - | - |
| 346  | 284  | 284  | 224  | 219  | - | - | - |

## Sites et monuments
- L'église Sainte-Marie-Madeleine[6].

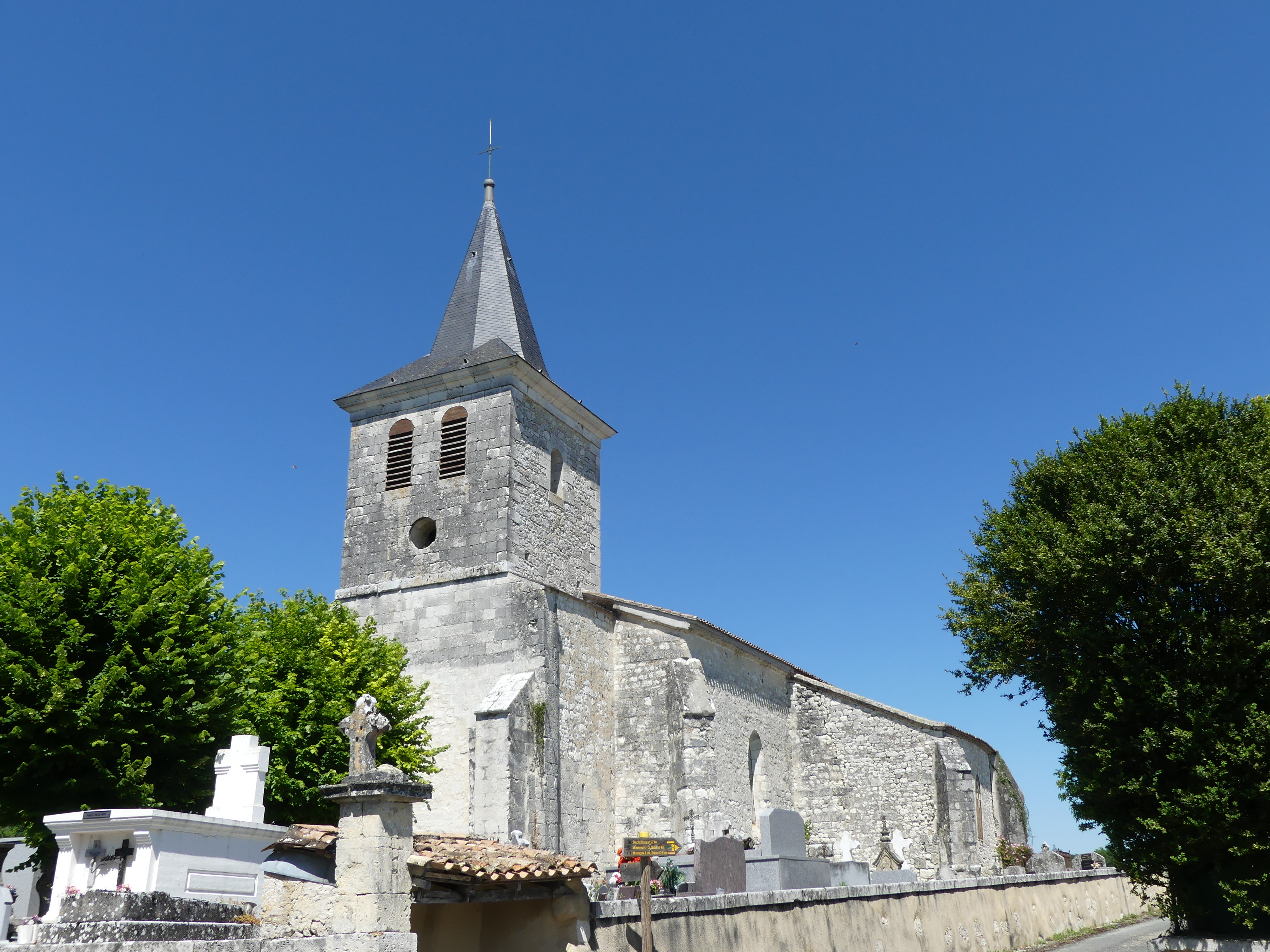
L'église Sainte-Marie-Madeleine.
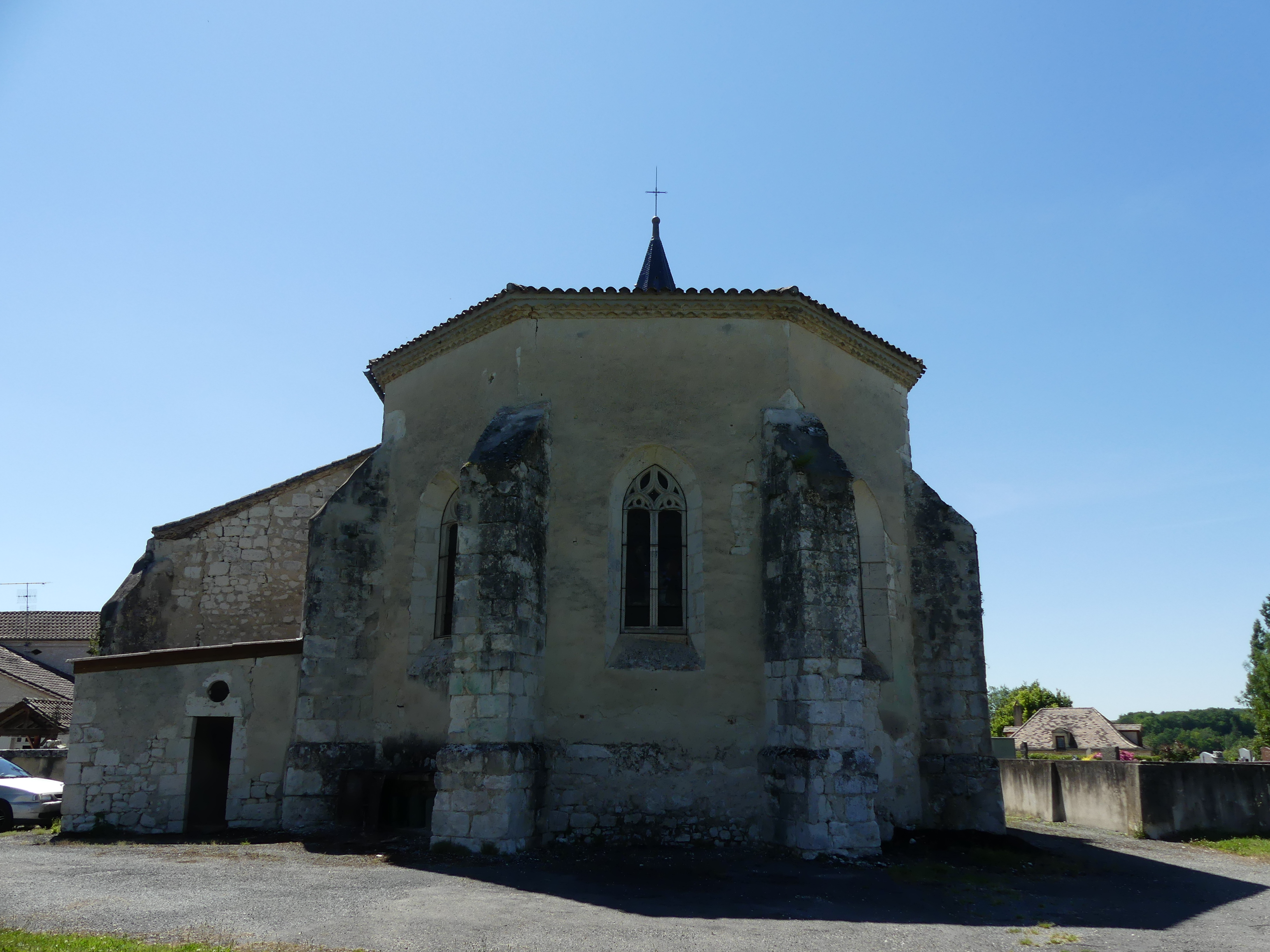
Son chevet.
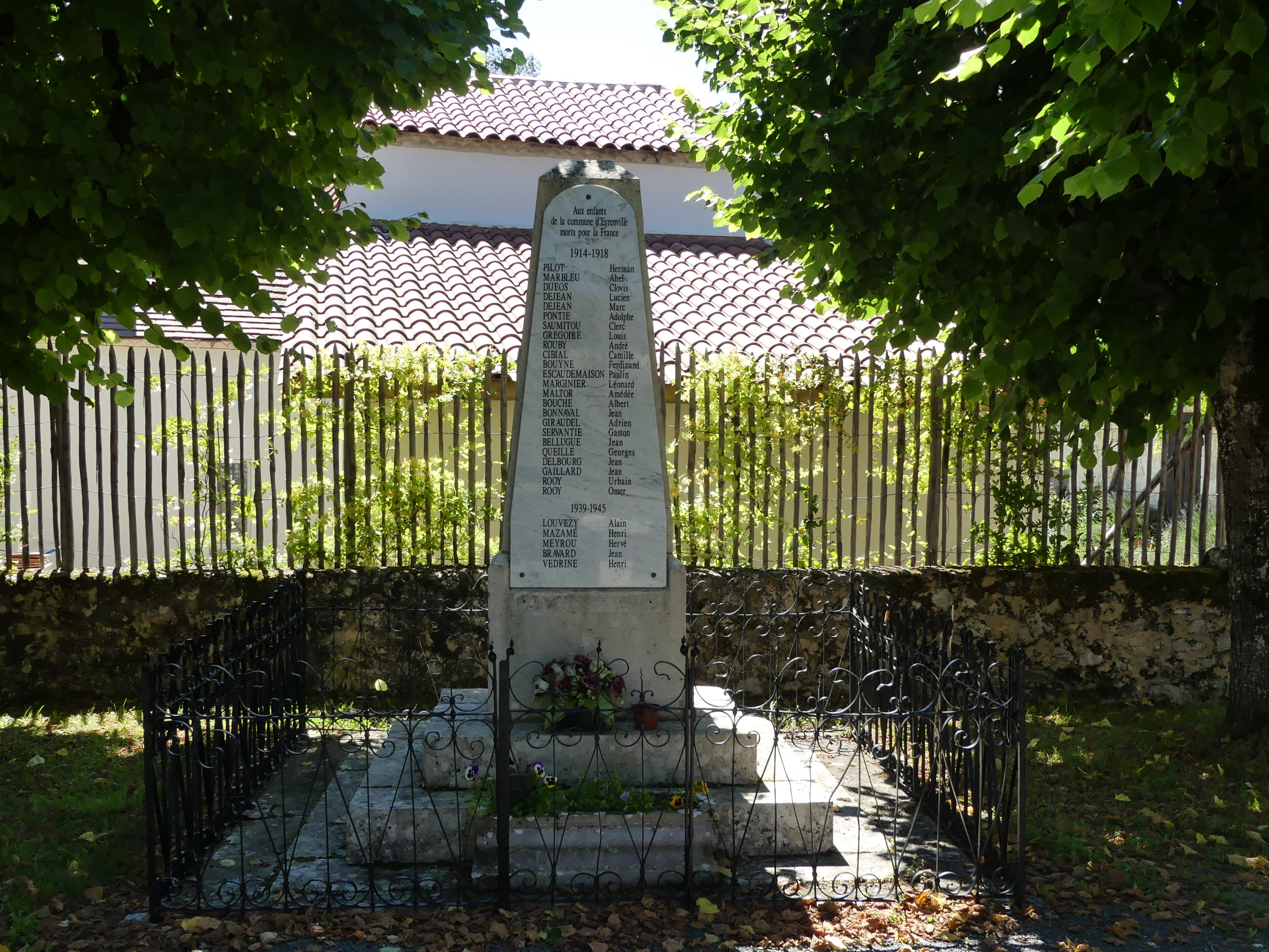
Le monument aux morts.
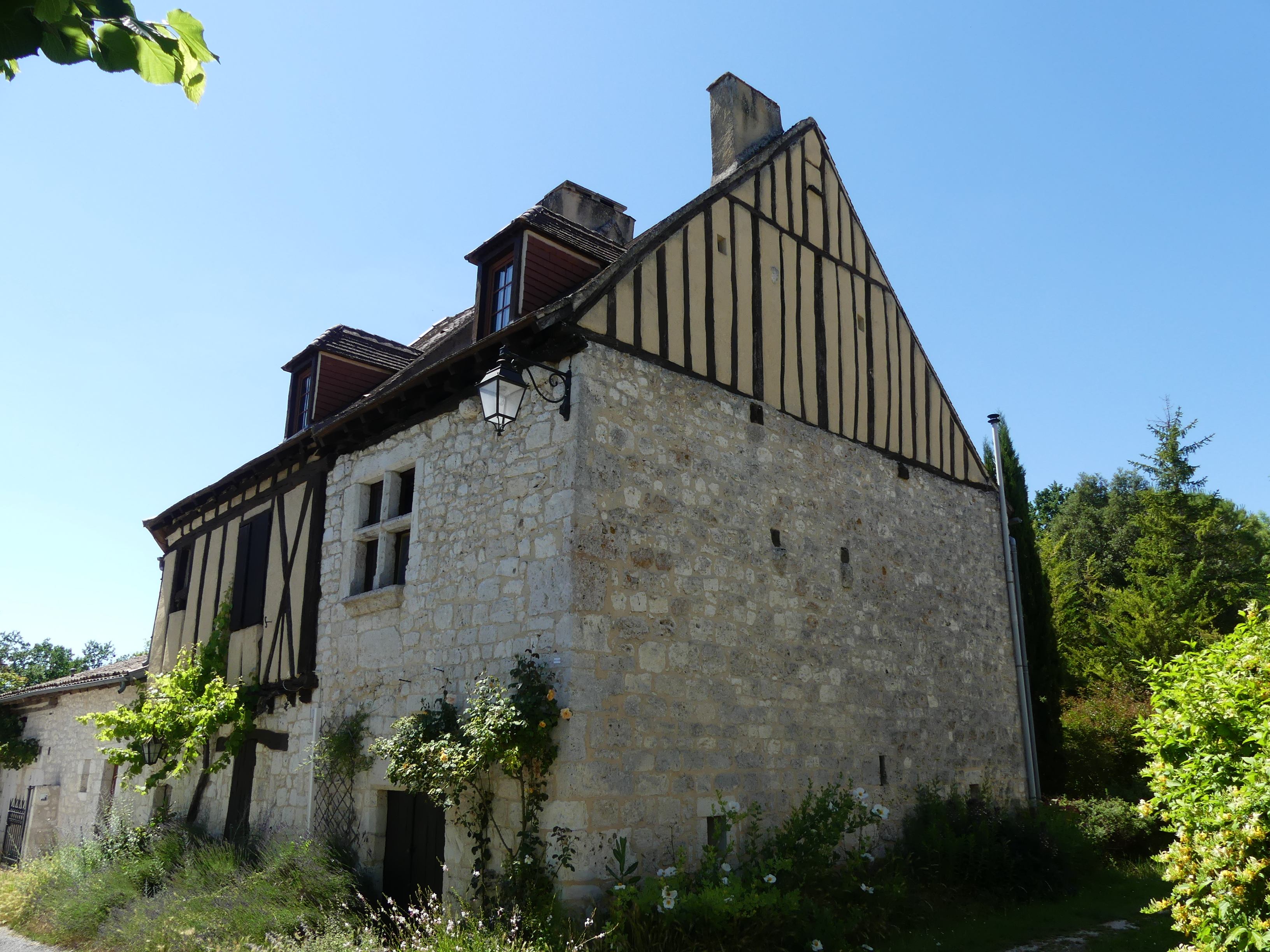
Maison à pans de bois dans le bourg.